# Henriëtte Moulijn-Haitsma Mulier
Hesther Henriette Jacoba Moulijn-Haitsma Mulier (Oldeboorn, 19 november 1877 – Den Haag, 1 december 1948) was een Nederlands letterkundige en dichter.

## Leven en werk
Henriëtte Haitsma Mulier, lid van de familie Mulier, was een dochter van Eco Haitsma Mulier (1843-1920) en Aleida Thoden van Velzen (1856-1902). Haar vader, oud-luitenant-ter-zee, was ten tijde van haar geboorte burgemeester van Utingeradeel. Het gezin verhuisde toen hij in 1883 burgemeester werd van Winterswijk. Haitsma Mulier bezocht de meisjes-hbs in Arnhem en studeerde Nederlandse letteren aan de Universiteit van Utrecht.
Ze trouwde in 1902 te Winterswijk met de kunstschilder Simon Moulijn (1866-1948), uit dit huwelijk werden twee zoons geboren. Het paar vestigde zich in Laren, waar ze villa De Egelantier lieten bouwen. Later woonden ze in Den Haag (1918-1935, 1946-1948) en Wassenaar (1935-1946). Moulijn legde meerdere malen zijn vrouws beeltenis vast.

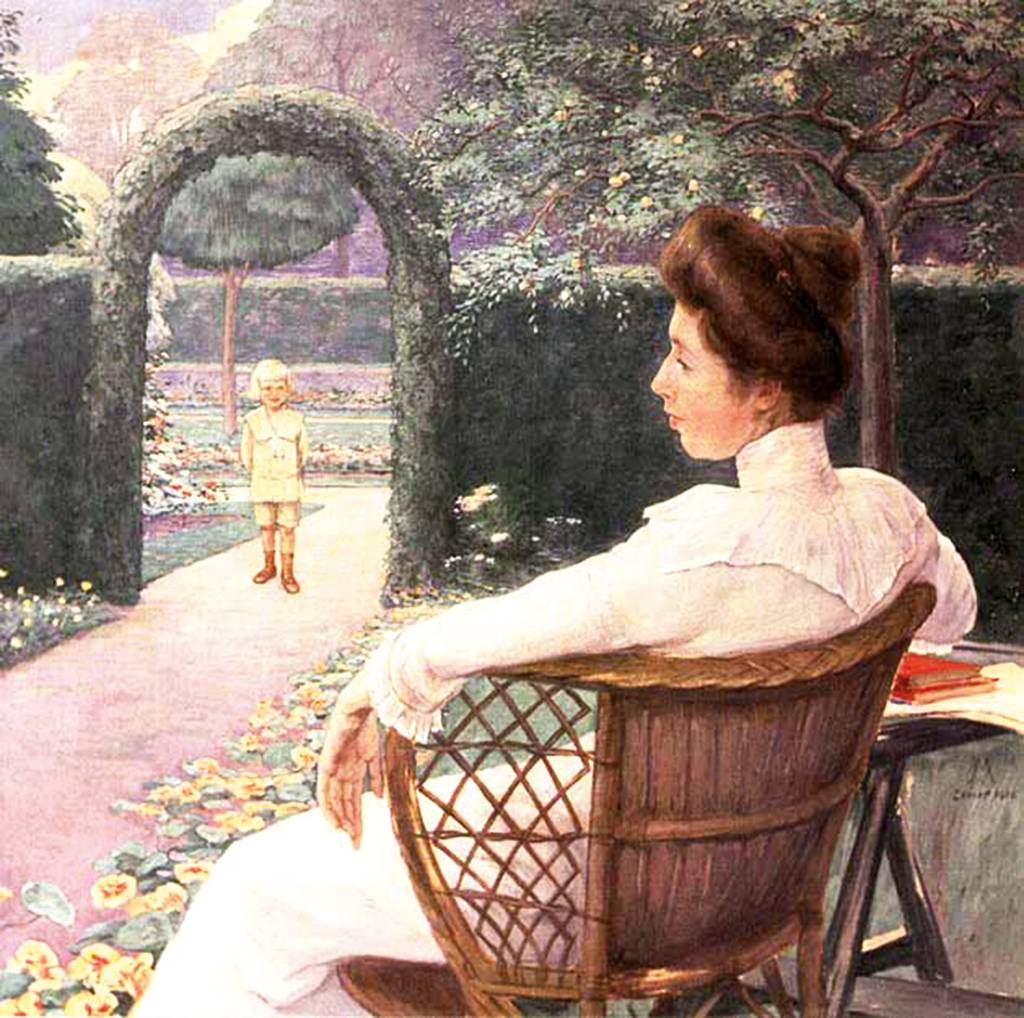
Henriëtte Moulijn-Haitsma Mulier en haar jongste zoon in de tuin van villa De Egelantier in Laren (Simon Moulijn, 1912)

Moulijn-Haitsma Mulier schreef gedichten en sonnetten, die werden gepubliceerd in De Beweging, De Gids en Elsevier's Geïllustreerd Maandschrift. In 1916 schreef ze het toneelstuk Het paradijs herwonnen. Het werd acht jaar later in boekvorm uitgegeven en bij die gelegenheid opgedragen aan Albert Verwey, redacteur van De Beweging, de kaft werd verzorgd door Simon Moulijn. Op advies van Verwey vertaalde ze 50 sonnetten van William Shakespeare om haar dichtkunst te oefenen. Het werk werd in 1923 uitgegeven door C.A.J. van Dishoeck. Na een negatieve recensie in de NRC klom Verwey in de pen om de vertaling te verdedigen. G.H. 's-Gravesande schreef ter gelegenheid van haar 60e verjaardag in 1937 een stuk in Het Vaderland, waarin hij opmerkte: "Al kan men de vertalingen van mevr. Moulijn niet geniaal noemen, ze zijn zeer zeker verdienstelijk en wat vooral bij vergelijking met den tekst zal opvallen is, dat zij den toon heeft kunnen overbrengen in haar Nederlandsche omdichting." Moulijn-Haitsma Mulier bracht twee gedichtenbundels met haar werk uit: Verzamelde verzen (1935) en Spiegelingen (1947).
Henriëtte Moulijn-Haitsma Mulier werd in 1940 benoemd tot lid van de Maatschappij der Nederlandse Letterkunde. Ze overleed eind 1948, op 71-jarige leeftijd, een maand na het overlijden van haar man. Het echtpaar werd begraven op de begraafplaats bij de Dorpskerk in Wassenaar.
- Biografisch Portaal: 10803431
- Digitale Bibliotheek voor de Nederlandse Letteren: moul001